# Tolpia unguis
Tolpia unguis là một loài bướm đêm thuộc họ Erebidae. Nó được tìm thấy ở giữa-miền tây Thái Lan.
Sải cánh dài 13–14 mm. Cánh dưới màu nâu và phía dưới màu nâu đồng nhất.